# Sakai Tadakatsu
Sakai Tadakatsu est un nom japonais traditionnel ; le nom de famille (ou le nom d'école), Sakai, précède donc le prénom (ou le nom d'artiste).
Pour l'autre daimyo portant ce nom voir Sakai Tadakatsu (Shōnai)
Sakai Tadakatsu (酒井 忠勝) (21 juillet 1587 - 25 août 1662), aussi connu sous les noms Sanuki-no-kami et Minamoto-no Tada katsou est un tairō, rōjū, maître du château Wakasa-Obama (若狭国小浜城)  et daimyo du domaine d'Obama dans la province de Wakasa au milieu du XVIIe siècle. En tant que tairō, il est l'un des deux fonctionnaires de plus haut rang du bakufu Tokugawa de son élévation le 7 novembre 1638 jusqu'au 26 mai 1656.
Les Sakai font partie des clans de daimyo appelés fudai ou clans « de l'intérieur » composés de vassaux et d'alliés héréditaires du clan Tokugawa, par opposition aux clans tozama ou clans « de l'extérieur »

## Généalogie du clan Sakai

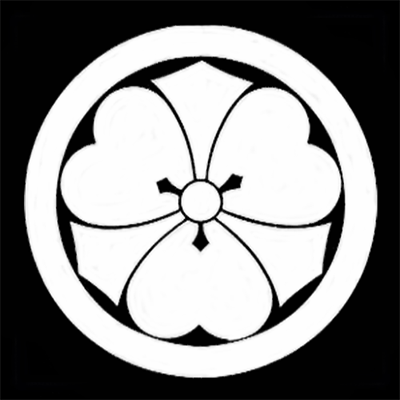
Emblème (mon) du clan Sakai.

Tadakatsu est membre du branche cadette des Sakai créée en 1590.
Le clan Sakai fudai apparaît au XIVe siècle dans la province de Mikawa. Les Sakai prétendent descendre de Minamoto Arichika. Celui-ci a deux fils : l'un d'eux, Yasuchika, prend le nom de Matsudaira, et l'autre fils, Chikauji, celui de Sakai et cet ancêtre samouraï est à l'origine du nom de ce clan.
Sakai Hirochika, fils de Chikauji, a deux fils et leurs descendants donnent naissance aux deux principales branches du clan Sakai. Le fils cadet de Hirochika, Sakai Masachika, sert plusieurs chefs du clan Tokugawa—Nobutada, Kiyoyasu et Hirotada et en 1561, Masachika est désigné seigneur du château de Nishio à Mikawa.
Sakai Sigetada, fils de Masachika, reçoit pour fief le domaine de Kawagoe dans la province de Musashi en 1590 et en 1601 est transféré au domaine d'Umayabashi dans la province de Kōzuke.
En 1634, Sakai Tadakatsu (1587–1662), fils de Sigetada, est transféré au domaine d'Obama dans la province de Wakasa dans lequel ses descendants demeurent jusqu'à l'ère Meiji. Dans un geste destiné à montrer une faveur spéciale aux Sakai, le deuxième shogun, Hidetada, permet l'utilisation de son tada personnel dans le prénom Tadakatsu.
Le chef de cette lignée du clan est anobli comme « comte » dans le cadre du système nobiliaire sakoku mis en place par le gouvernement de Meiji au cours de l'ère Meiji.

## Officiel de l'administration Tokugawa
L'important poste de tairō est le rang le plus élevé de conseiller à l'époque d'Edo et Tadakatsu est parmi les premiers à être nommé à ce poste d'honneur, de confiance et de pouvoir. Tadakatsu exerce la fonction de rōjū de 1631 à 1638.
- ère Kan'ei 20, Le 28 juillet 1643, dix marins (y compris le capitaine) du navire néerlandais Breskens sont placés en détention par les autorités japonaises locales[9], cela en raison de l'entrée à l'improviste du Breskens dans la baie de Yamada dans le nord du Honshu un mois auparavant environ, le 10 juin[10]. La première fois que le navire hollandais était venu, le Breskens avait cherché à se ravitailler après une forte tempête et les Néerlandais avaient rapidement quitté la baie de Yamada après avoir commercé avec les habitants pendant deux jours[11]. Toutefois, en raison de la politique d'isolement auto imposé et de la peur des missionnaires chrétiens, les autorités japonaises considèrent cette visite avec inquiétude[12]. Lorsque le Breskens retourne en juillet, les responsables locaux attirent les dix marins hors de leur navire et les emmenent en garde à vue pour les interroger sur leur mission[13]. Cela provoque un incident international entre le Japon et son partenaire commercial les Pays-Bas.

L'« incident Nambu » inquiète le shogun Iemitsu, mais les réponses prolongées du bakufu sont atténuées par les trois hommes conseillers les plus élevés du shogun, les rōjū Sakai Tadakatsu, Matsudaira Nobutsuna et Inoue Masashige. En réalité, cela revient à définir lequel, parmi les principaux conseillers de Iemitsu est principalement responsable de la politique étrangère du Japon pendant le règne du troisième shogun. La subtilité des rōjū est illustrée dans les débats de l'érudition moderne, par exemple :
Hesselink part de son récit de l'« incident Nambu » afin de contribuer à l'important débat sur la nature de l'« isolement » du Japon (sakoku) au cours de la période Tokugawa. Les études récentes, notamment celle de Ronald Toby, jugent que l'intention derrière les édits d'isolement des années 1630 n'était pas d'isoler le Japon de tout contact étranger, mais d'utiliser de manière proactive les relations extérieures comme moyen d'établir la légitimité interne du bakufu. Hesselink conteste cette caractérisation, faisant valoir à la place que le Japon était vraiment isolé et que la politique étrangère du Bakufu était moins systématique et de grande envergure que ce que les chercheurs ont récemment affirmé. Sur un point important, cependant, la recherche de Hesselink réaffirme les revendications de cette récente interprétation du sakoku. En montrant comment le bakufu s'est donné beaucoup de peine pour utiliser l'« incident Nambu » pour faire pression sur les Néerlandais afin qu'ils envoient une ambassade à Edo, il illustre combien il était important pour le bakufu d'utiliser les relations diplomatiques comme moyen d'assurer sa légitimité nationale. Ce qui était pour les Hollandais simplement un geste cynique visant à préserver leurs relations commerciales avec l'Asie de l'Est, était pour le bakufu une réelle occasion de faire défiler vingt-deux Hollandais en uniforme rayé rouge et blanc dans les rues d'Edo, entretenant ainsi de façon spectaculaire sur un public national la fiction que l'autorité du bakufu était reconnue à travers le monde.
- ère Keian 5, 5e mois (1652) : le Nihon ōdai ichiran (Nipon o dai itsi ran) est publié pour la première fois à Kyoto sous le patronage du tairō Sakai Tadakatsu, daimyo du domaine d'Obama de la province de Wakasa[16]. Le premier exemplaire de ce livre rare est rapporté du Japon en Europe par Isaac Titsingh en 1796. Titsingh traduit le texte du japonais et du chinois et son travail est ensuite complété pour publication posthume par Julius Klaproth en 1834[17]. En soutenant ce travail, les motivations de Tadakatsu semblent relever de plusieurs anticipations souhaitées et il est probable que ses différentes intentions à voir que ce travail spécifique tombe dans les mains d'un traducteur occidental empathique sont tout aussi nombreuses[18].
- La danse du lion (Shishi-mai) est une danse folklorique encore populaire importé à Wakasa de Mushu-Kawagoe (Kawagoe, préfecture de Saitama) par Sakai Tadakatsu quand lui et ses descendants se voient accorder le domaine d'Obama au début du XVIIe siècle. Trois lions se déplacent de façon héroïque et élégante sur un accompagnement musical joué à la flûte japonaise[19]. La danse traditionnelle continue d'être exécutée régulièrement au cours du Hoze matsuri et du Osiro matsuri.

## Source de la traduction
- (en) Cet article est partiellement ou en totalité issu de l’article de Wikipédia en anglais intitulé « Sakai Tadakatsu » (voir la liste des auteurs).